# Castelo de Penalva
Castelo de Penalva é uma povoação portuguesa sede da Freguesia de Castelo de Penalva do Município de Penalva do Castelo, freguesia com 27,35 km² de área e 812 habitantes (censo de 2021), tendo, por isso, uma densidade populacional de 29,7 hab./km².

## Demografia
A população registada nos censos foi:
| Distribuição da População por Grupos Etários | Distribuição da População por Grupos Etários | Distribuição da População por Grupos Etários | Distribuição da População por Grupos Etários | Distribuição da População por Grupos Etários |
| -------------------------------------------- | -------------------------------------------- | -------------------------------------------- | -------------------------------------------- | -------------------------------------------- |
| Ano                                          | 0-14 Anos                                    | 15-24 Anos                                   | 25-64 Anos                                   | > 65 Anos                                    |
| 2001                                         | 119                                          | 138                                          | 460                                          | 353                                          |
| 2011                                         | 81                                           | 70                                           | 417                                          | 346                                          |
| 2021                                         | 56                                           | 52                                           | 332                                          | 372                                          |

## Património
- Igreja Paroquial de Castelo de Penalva
- Capela de Nossa Senhora da Saúde, em Amiaias
- Capela no lugar de Cantos
- Capela no lugar de Aldeia de Soito de Vide
- Capela no lugar de Soito de Vide
- Capela de Santo Estevão, em Codornelas
- Capela de São Miguel, em Quintães
- Capela de São João Baptista, em Pousadas
- Capela de Santo António, em Sandiães
- Capela de São Frutuoso, em Lages
- Capela de Nossa Senhora da Conceição, em Aldeia de Posses
- Capela de São Romão, no lugar de São Romão.